# Musée d'histoire de la médecine

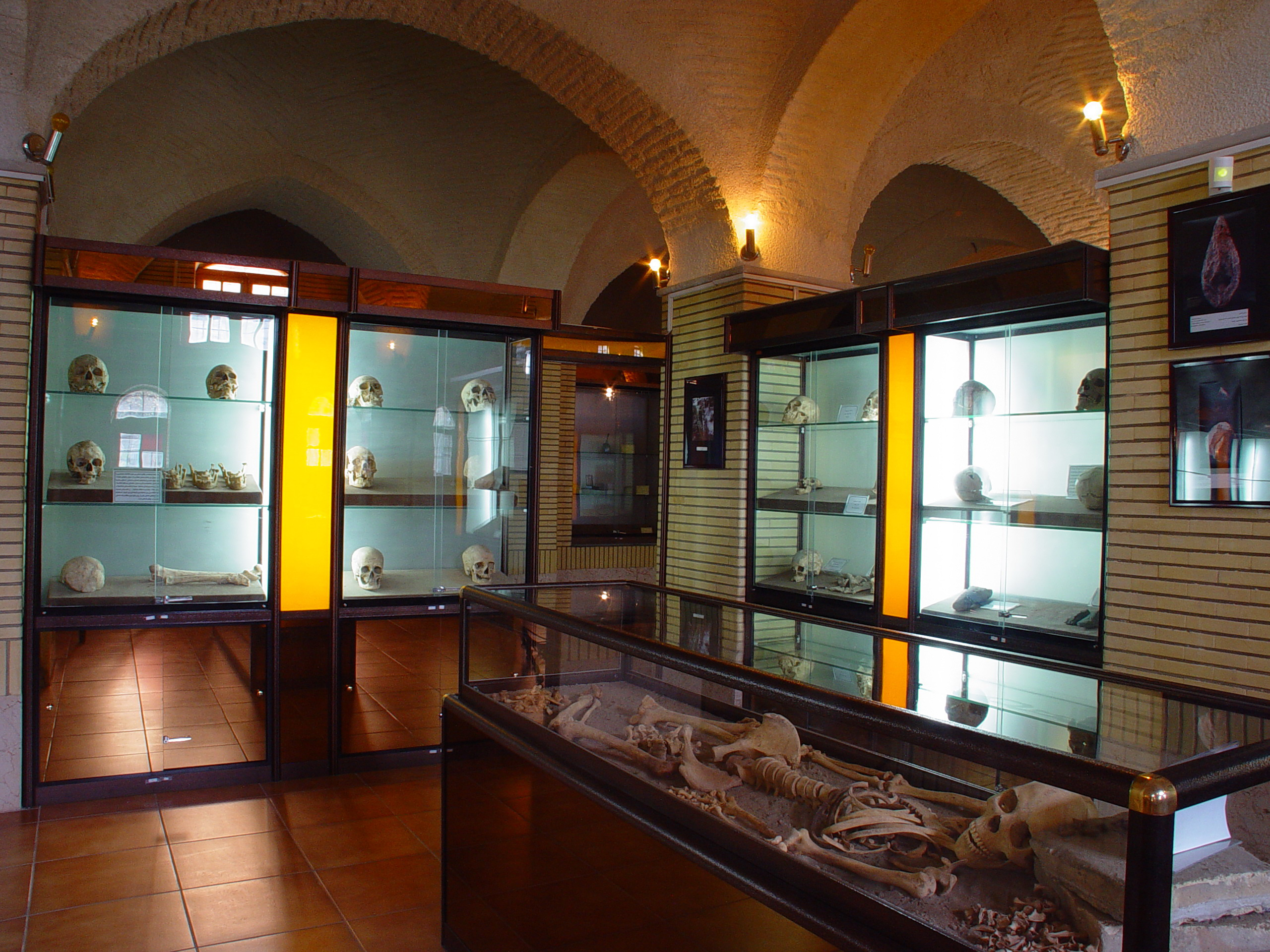
Intérieur du musée d'histoire de la médecine de l'université de Téhéran.

Un musée d'histoire de la médecine ou un musée médical est un musée consacré à l'histoire de la médecine.